# Karin Kienhuis
Karin Josephina Maria Kienhuis (* 24. Februar 1971 in Almelo) ist eine ehemalige niederländische Judoka. Sie war 1996 und 1998 Europameisterschaftszweite sowie 1993 und 1997 Europameisterschaftsdritte.

## Sportliche Karriere
Die 1,76 m große Karin Kienhuis trat von 1992 bis 1997 im Halbschwergewicht bis 72 Kilogramm an. Nach der Umstellung der Gewichtsklassen kämpfte sie 1998 im Mittelgewicht bis 70 Kilogramm und wechselte dann ins neue Halbschwergewicht bis 78 Kilogramm. Karin Kienhuis war von 1993 bis 1997 und 1999 niederländische Landesmeisterin im Halbschwergewicht.
Bei den Europameisterschaften 1993 in Athen unterlag sie im Halbfinale der Belgierin Ulla Werbrouck, im Kampf um Bronze bezwang sie die Deutsche Christine Meierarend. 1994 belegte Kienhuis den siebten Platz bei den Europameisterschaften in Danzig. Im Jahr darauf verpasste sie bei den Europameisterschaften in Birmingham eine Platzierung unter den besten Acht. Viereinhalb Monate später bei den Weltmeisterschaften 1995 in Chiba erreichte sie den siebten Platz. 1996 fanden die Europameisterschaften in Den Haag statt. Kienhuis besiegte im Halbfinale die Deutsche Hannah Ertel, im Finale unterlag sie Ulla Werbrouck. Bei den Olympischen Spielen 1996 in Atlanta verlor Kienhuis in ihrem Auftaktkampf gegen die Britin Kate Howey und schied aus.
Bei den Europameisterschaften 1997 in Ostende unterlag Kienhuis im Viertelfinale der Rumänin Simona Richter. Mit Siegen in der Hoffnungsrunde über die Französin Estha Essombe und die Ungarin Anna Lámfalusy erkämpfte sich Kienhuis eine Bronzemedaille. Fünf Monate später belegte sie den siebten Platz bei den Weltmeisterschaften in Paris. Im März 1998 siegte Kienhuis beim Weltcup-Turnier in Budapest. Im Mai bei den Europameisterschaften in Oviedo bezwang sie im Halbfinale Kate Howey, im Finale verlor sie gegen Ulla Werbrouck. 1999 schied sie bei den Europameisterschaften in Bratislava früh aus. Bei den Weltmeisterschaften in Birmingham unterlag sie im Achtelfinale der Südkoreanerin Kang Min-Jeong. Mit drei Siegen in der Hoffnungsrunde erreichte Kienhuis den Kampf um Bronze, den sie gegen die Französin Céline Lebrun verlor. Bei den Olympischen Spielen 2000 in Sydney verlor sie ihren Auftaktkampf gegen die Belgierin Heidi Rakels. Nach einem Sieg in der Hoffnungsrunde über die Ivorerin Akissa Monney unterlag sie der Italienerin Emanuela Pierantozzi und belegte den neunten Platz. 2001 war Kienhuis noch einmal Siebte der Europameisterschaften.